# Conflits (film, 1933)
Pour plus de détails, voir Fiche technique et Distribution.
Conflits (Hell Below) est un film américain réalisé par Jack Conway, sorti en 1933.

## Fiche technique
- Titre original : Hell Below
- Titre français : Conflits
- Réalisation : Jack Conway
- Scénario : Laird Doyle, Raymond L. Schrock, John Lee Mahin et John Meehan d'après Pigboats d'Edward Ellsberg (en)
- Photographie : Harold Rosson
- Montage : Hal C. Kern
- Musique : William Axt
- Société de production : Metro-Goldwyn-Mayer
- Pays de production : États-Unis
- Format : Noir et blanc - 1,37:1
- Genre : guerre
- Durée : 101 minutes
- Date de sortie : 1933

## Distribution
- Robert Montgomery : Lieutenant Thomas Knowlton
- Walter Huston : Lieut. Comdr. T.J. Toler
- Madge Evans : Joan Standish
- Jimmy Durante : Ptomaine
- Eugene Pallette : Mac Dougal
- Robert Young : Lieutenant Brick Walters
- Edwin Styles (en) : Herbert Standish
- John Lee Mahin : Lieutenant Speed Nelson
- David Newell (en) :  Lieutenant Radford
- Sterling Holloway : Jenks
- Charles Irwin :Sergent britannique Buck Teeth